# Lexias
Genre
Lexias est un genre de lépidoptères (papillons) de la famille des Nymphalidae et de la sous-famille des Limenitidinae. 
Il comporte environ 17 espèces, appelées en français archiducs, qui vivent dans les forêts tropicales de l'Asie du Sud-Est et de l'Océanie. 
Deux genres très semblables et coexistants sont Tanaecia (les vicomtes et earls) et Euthalia (les barons et comtes), ce dernier comprenant précédemment certaines espèces de Lexias. Les plus grandes espèces atteignent une envergure de 10 cm.

## Dénomination
Le nom officiel, Lexias, a été donné par Jean-Baptiste Alphonse Dechauffour de Boisduval en 1832.

### Synonymes
- Marthisa Moore, 1897.
- Camaraga Moore, 1897.
- Senadipa Moore, 1897.

## Description
Lexias pardalis et Lexias dirtea sont parmi les archiducs les plus colorés, ils sont souvent confondus mais se distinguent par l'extrémité de leurs antennes qui est jaune-orange chez le pardalis et noire chez le dirtea. Leur dimorphisme sexuel est extrême, les mâles et femelles semblant tout à fait différents. Le dessus des ailes des mâles est une combinaison spectaculaire de velours noir et elles sont bordées de bleu-vert au violet métallique. Celles des femelles sont d'un brun terne, avec de petites taches blanc jaunâtre. Les deux sexes ont des ailes ventrales ternes, sans doute comme un moyen de camouflage. Les couleurs des mâles sont supposées jouer un rôle dans la communication intraspécifique, à la fois en se signalant aux autres mâles lors de la défense du territoire et en attirant les femelles.

## Cycle de vie
Les chenilles de ce genre sont protégées des prédateurs par leurs poils longs épineux. Les chrysalides des archiducs sont vert pâle et anguleuses, elles peuvent atteindre 30 mm de long. Les arbres du genre Calophyllum abritent les chenilles des archiducs du Sud-Est asiatique.
La tendance des espèces du Sud-Est asiatique à se nourrir de fruits en décomposition du genre Garcinia et du nectar des fleurs suggère que ces espèces habitent la périphérie des forêts. Parce que les deux types de nourriture sont courantes dans cet habitat, les archiducs d'Asie du Sud-Est ne se sont pas spécialisés dans l'alimentation sur l'un ou l'autre, comme il est habituel chez les papillons. Les archiducs se trouvent principalement dans les forêts vierges et sont attirés par les zones ensoleillées telles que clairières et sentiers.

## Élevage
Plusieurs espèces d'archiducs sont élevées en grand nombre dans les fermes de papillons pour le marché des échantillons et pour la vente d'animaux vivants aux conservatoires de papillons. Les espèces les plus couramment élevées sont Lexias pardalis et Lexias dirtea.

## Liste des espèces
- Lexias acutipenna Chou & Li, 1994.
- Lexias aegle Doherty, 1891.
- Lexias aeropa Linnaeus, 1758.
- Lexias aeetes Hewitson, 1861.
- Lexias albopunctata Crowley, 1895.
- Lexias bangkana Hagen, 1892.
- Lexias canescens Butler, 1869.
- Lexias cyanipardus Butler, 1869.
- Lexias damalis Erichson, 1834.
- Lexias dirtea Fabricius, 1793.
- Lexias elna van de Poll, 1895.
- Lexias hikarugenzi Tsukada & Nishiyama, 1980.
- Lexias immaculata Snellen, 1890.
- Lexias panopus C. & R. Felder, 1861.
- Lexias pardalis Moore, 1878.
- Lexias perdix Butler, 1884.
- Lexias satrapes C. & R. Felder, 1861[1].

### Images de quelques espèces

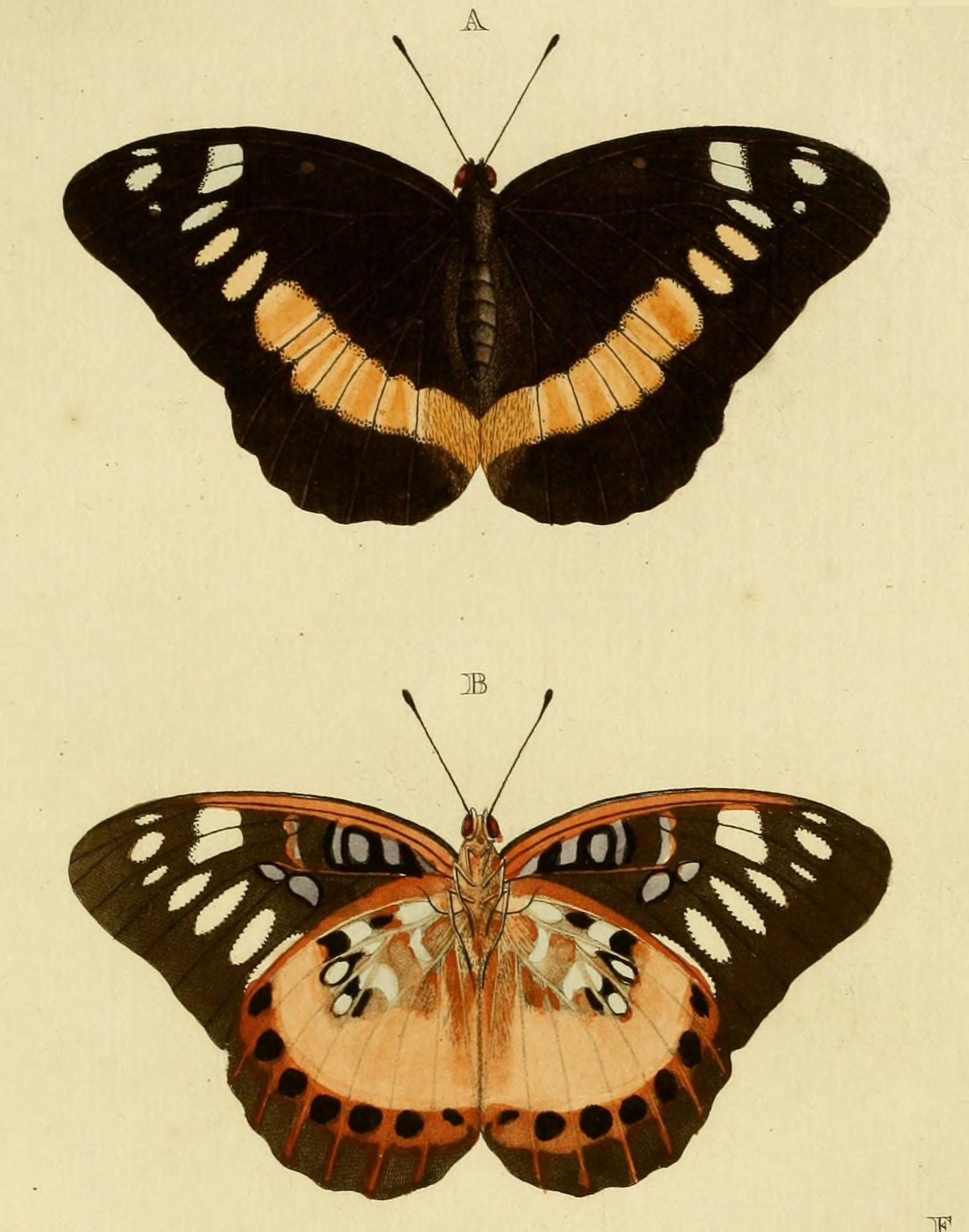
Lexias aeropa.
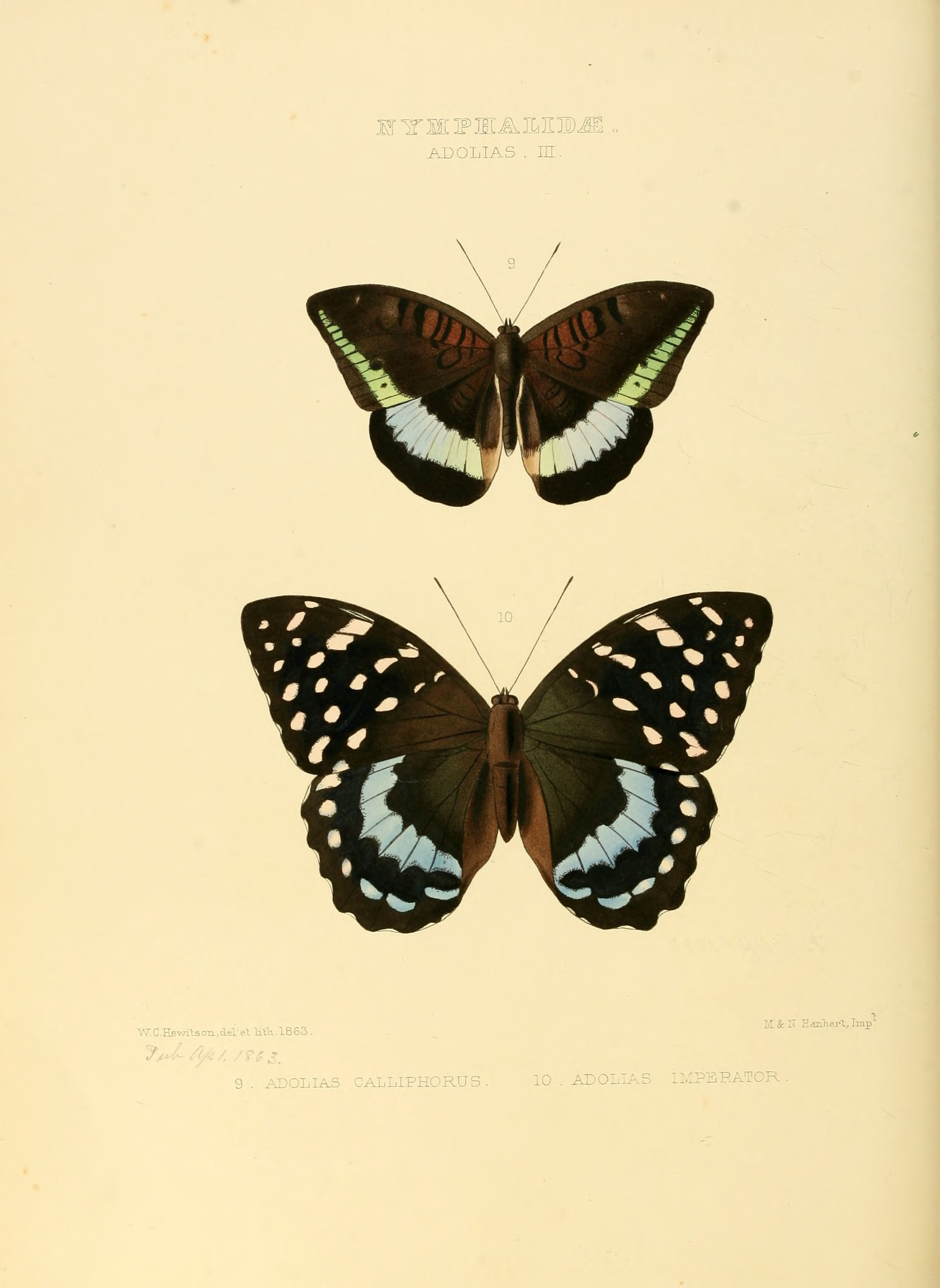
Lexias satrapes.
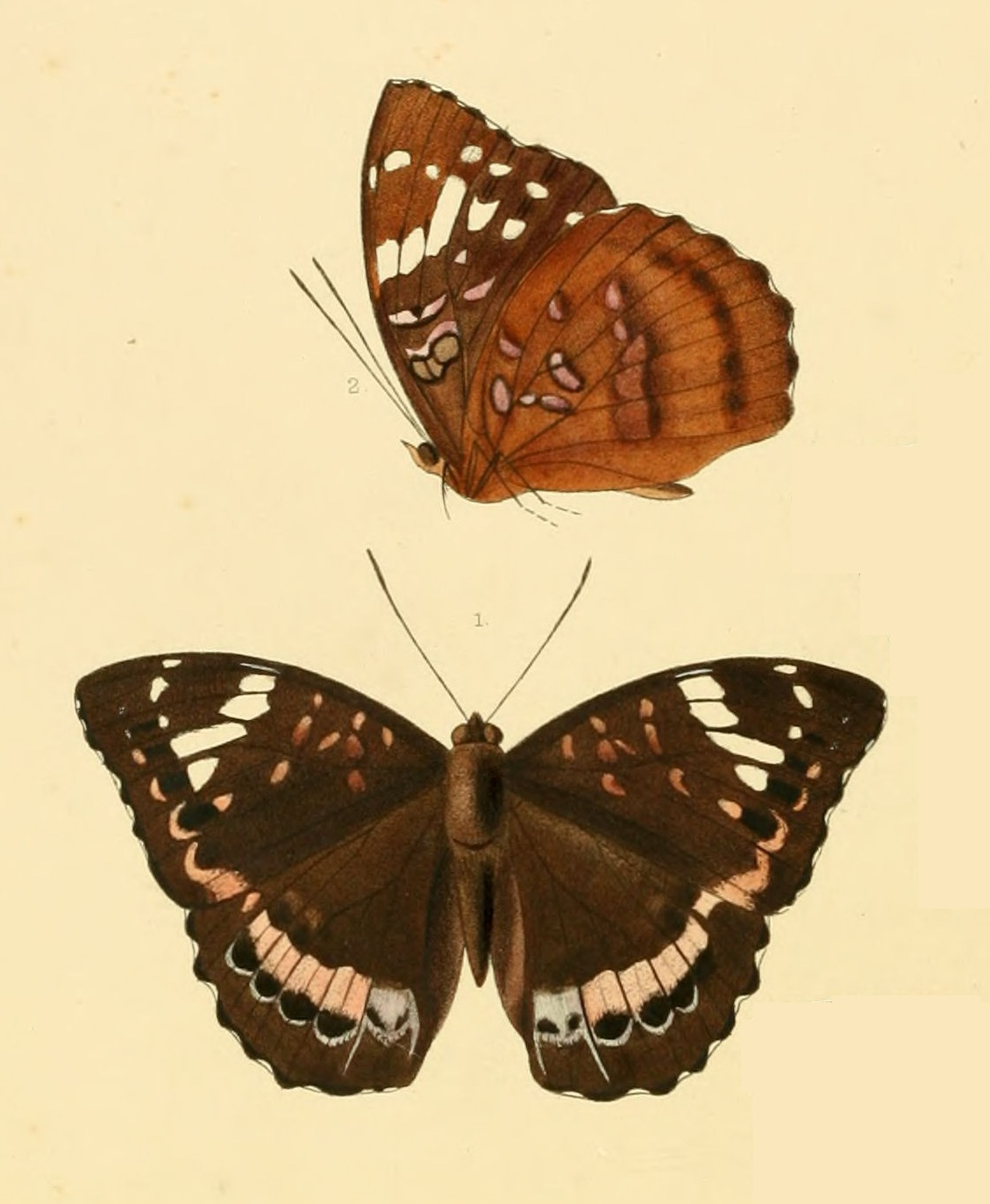
Lexias aeetes.
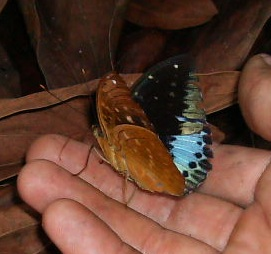
Lexias pardalis ♂.
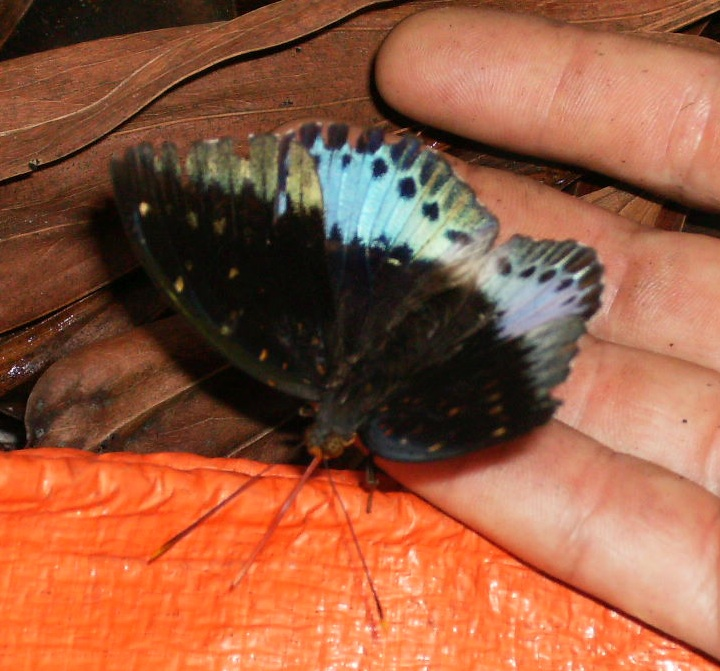
Lexias pardalis ♂.
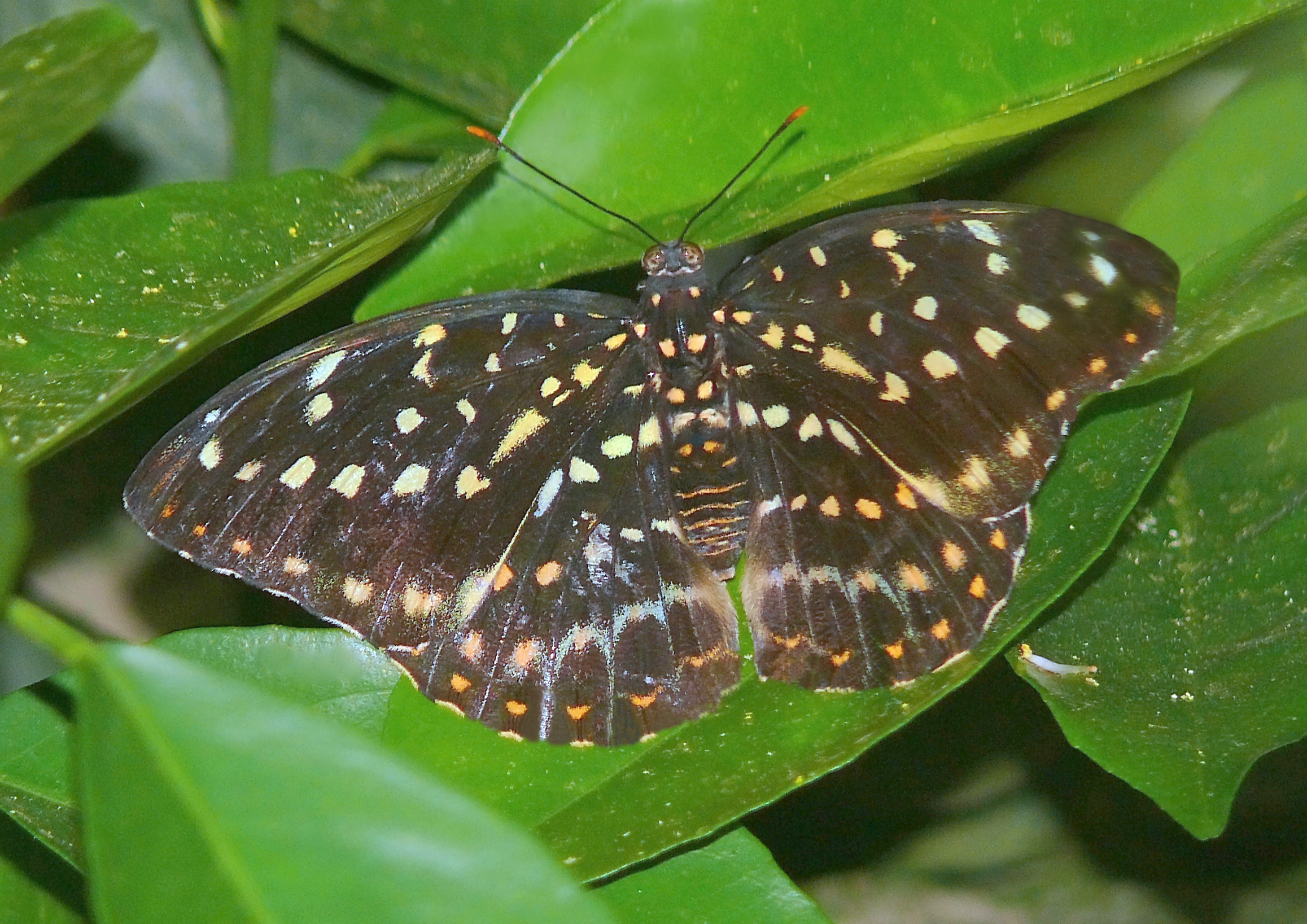
Lexias pardalis ♀.
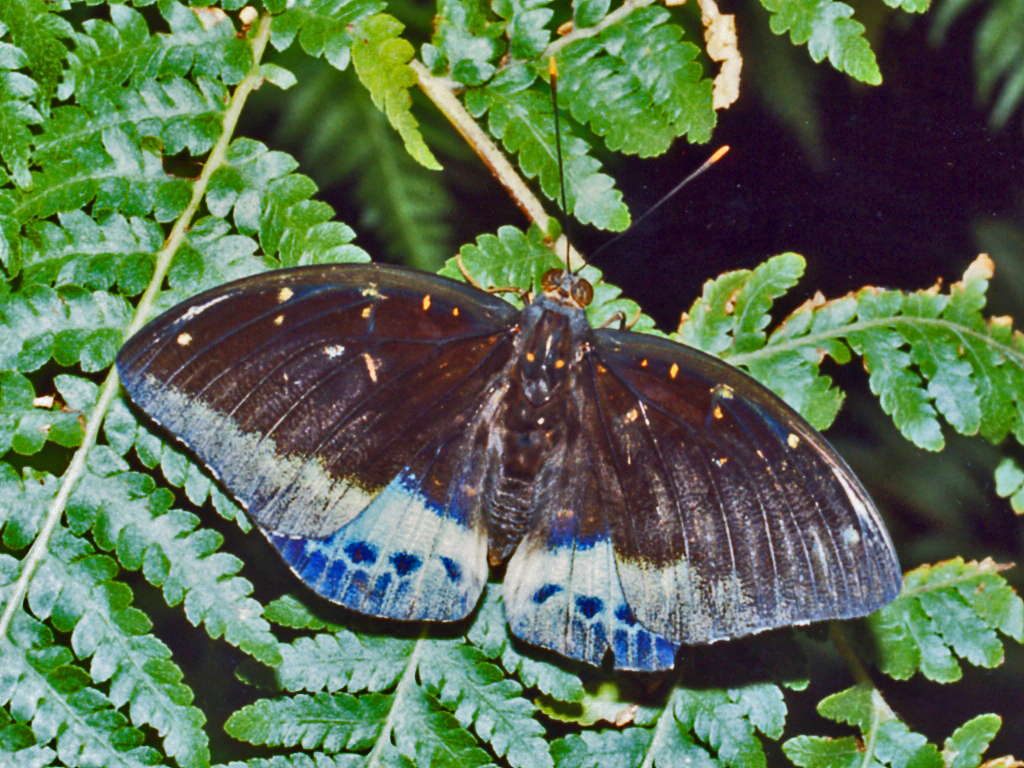
Lexias pardalis ♂.
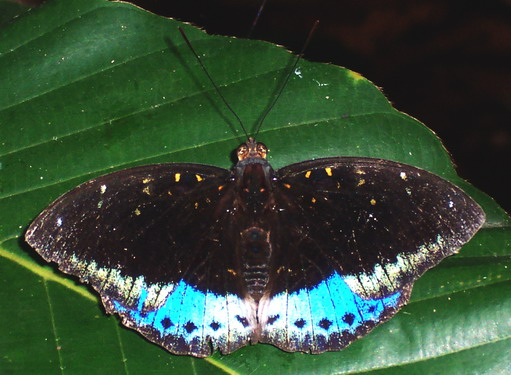
Lexias pardalis ♂.
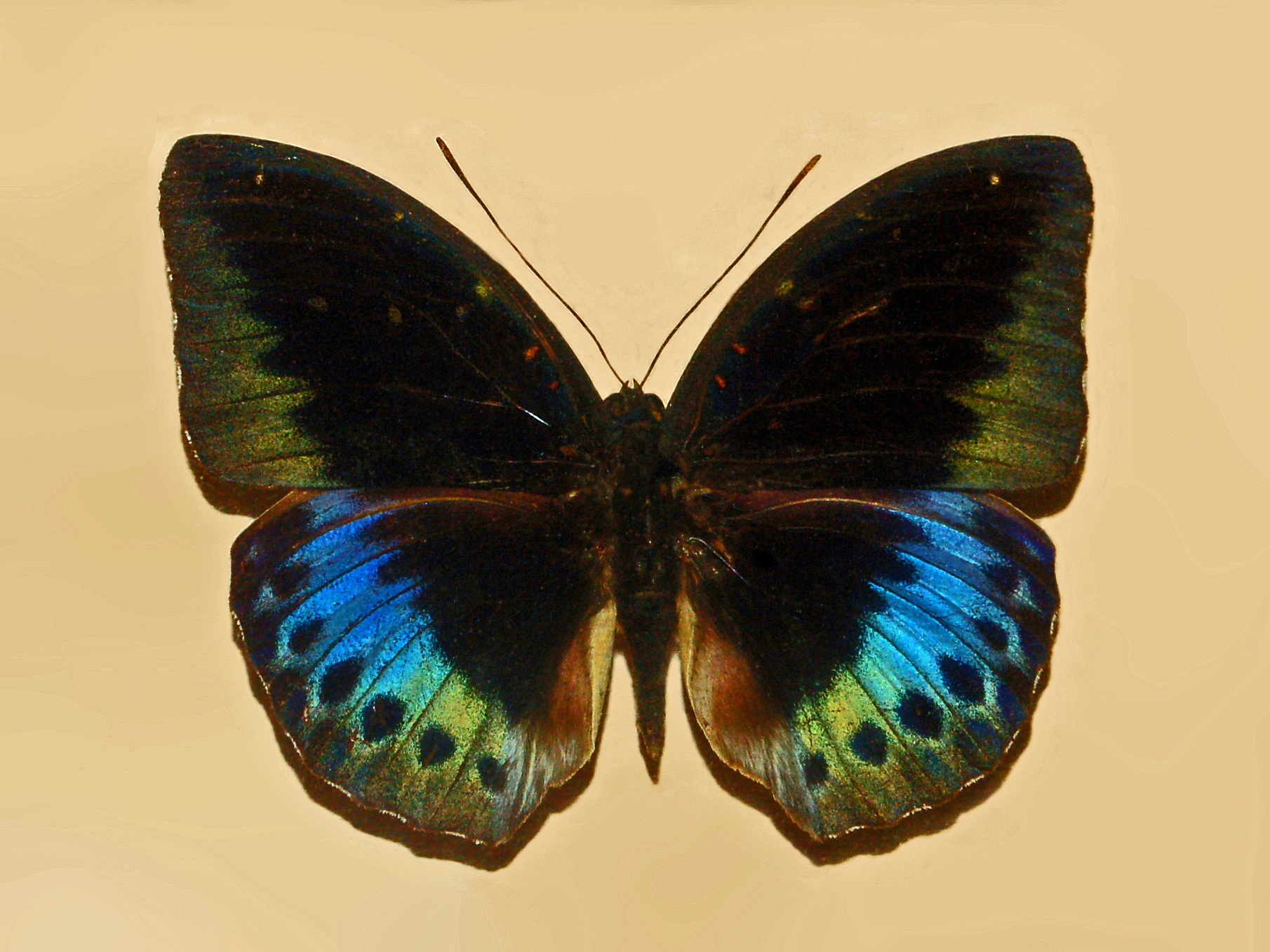
Lexias dirtea ♂.
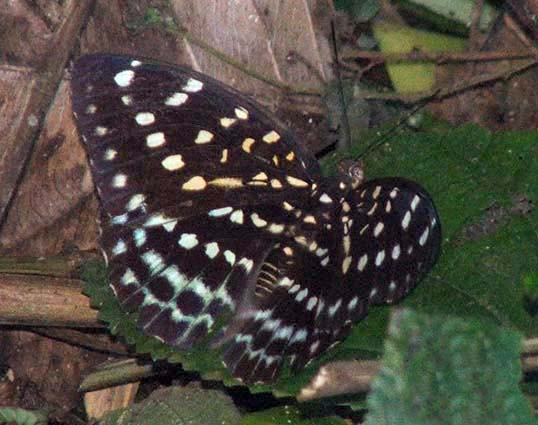
Lexias dirtea ♀.
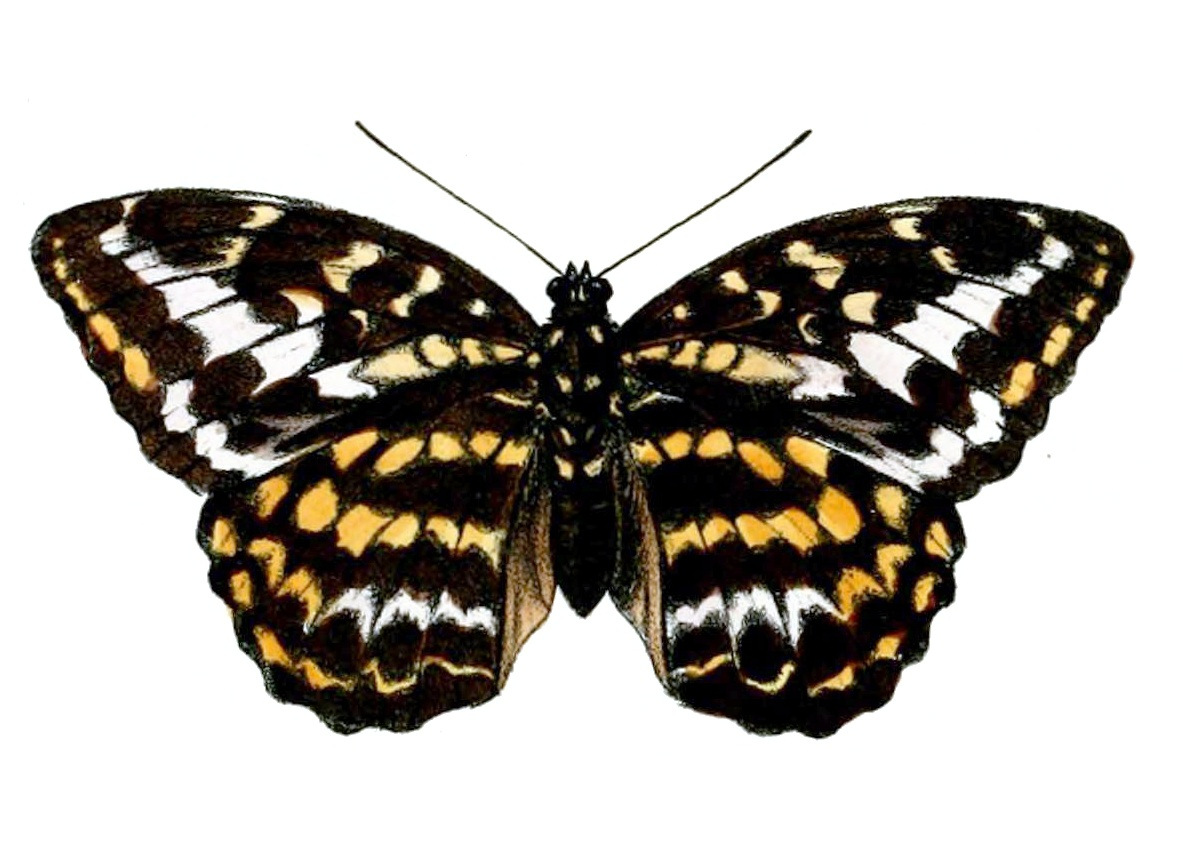
Lexias canescens ♀.
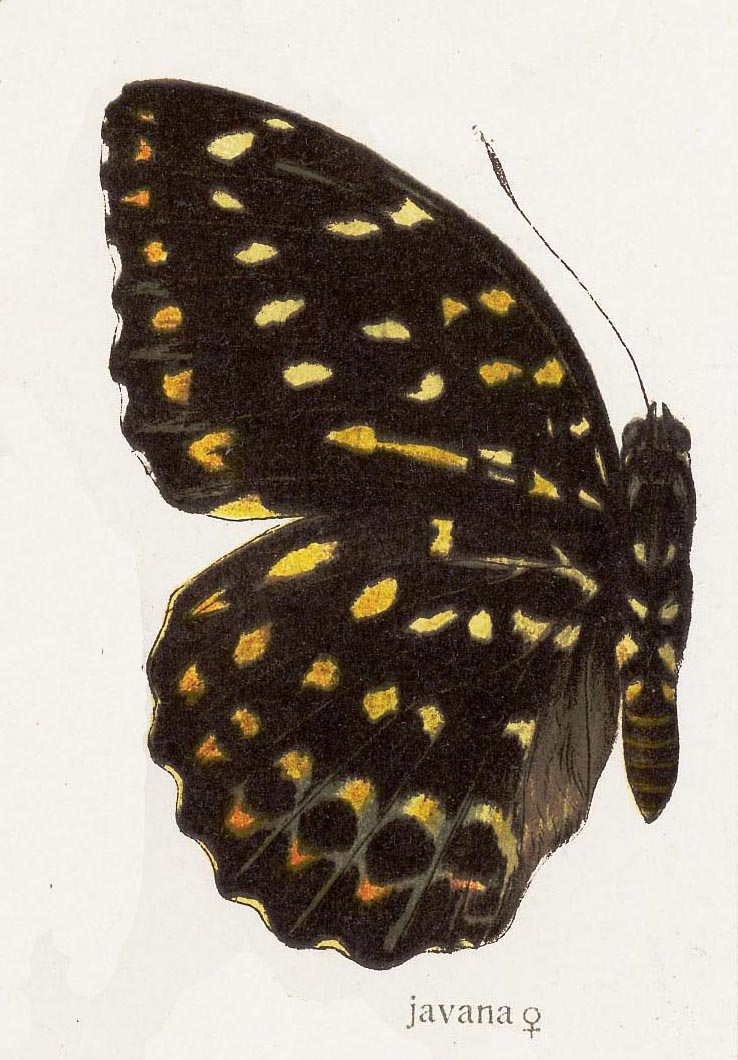
Lexias dirtea javana ♀.
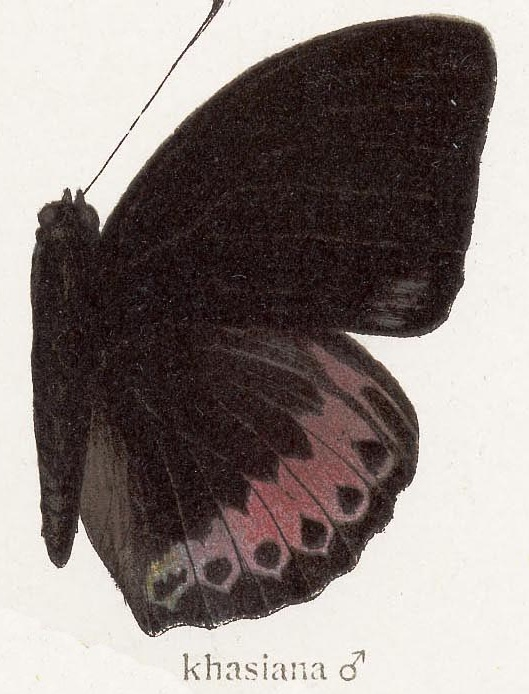
Lexias dirtea khasiana ♂.
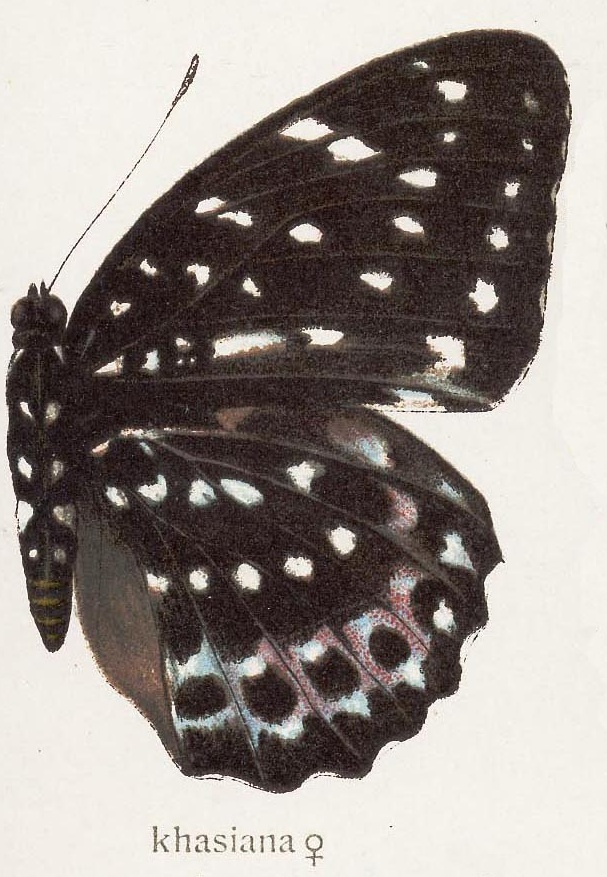
Lexias dirtea khasiana ♀.
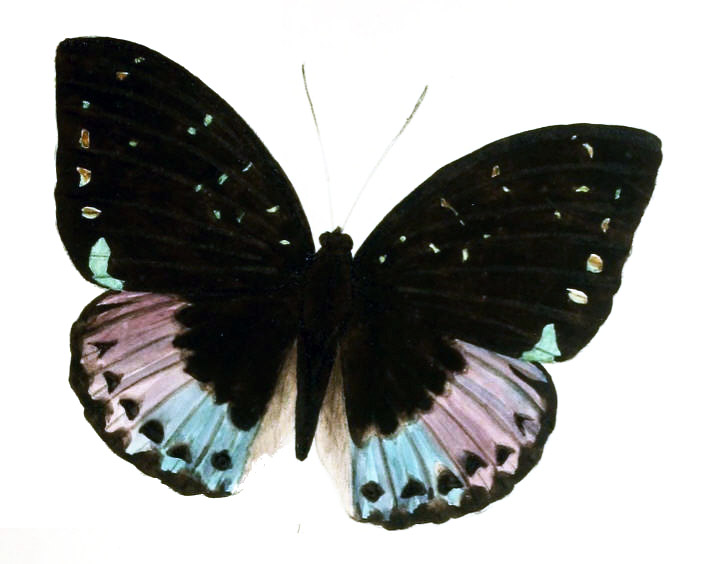
Lexias cyanipardus ♂.
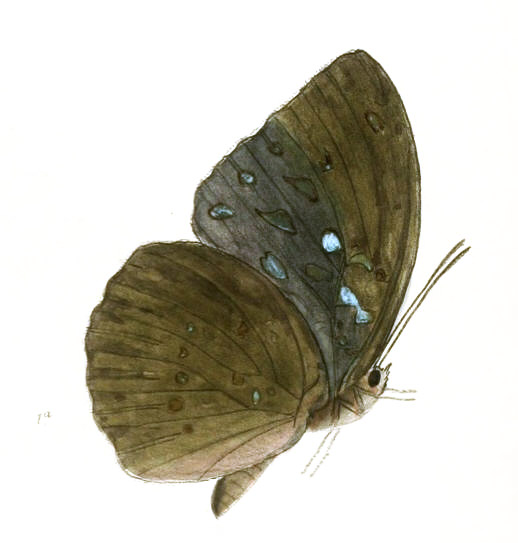
Lexias cyanipardus.
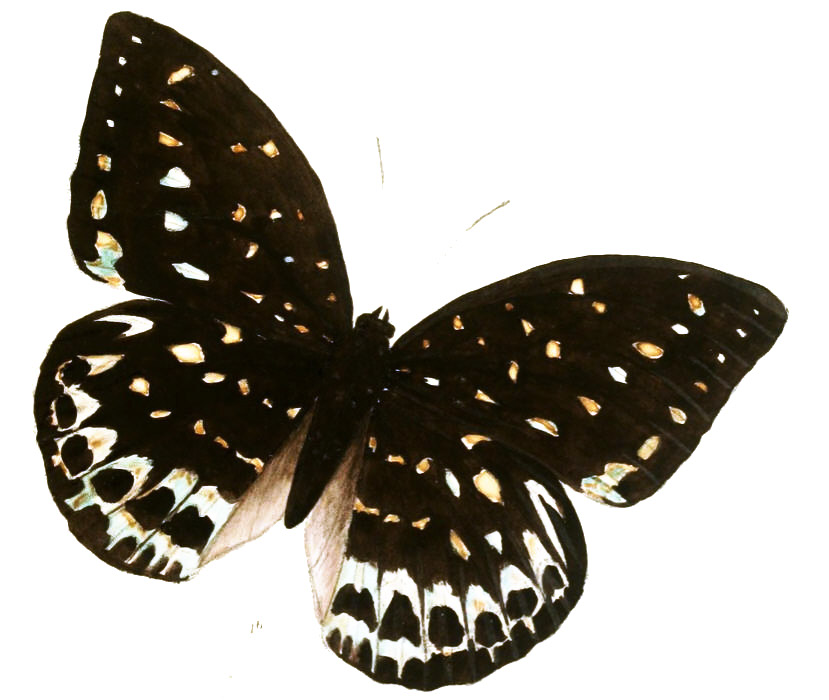
Lexias cyanipardus ♀.
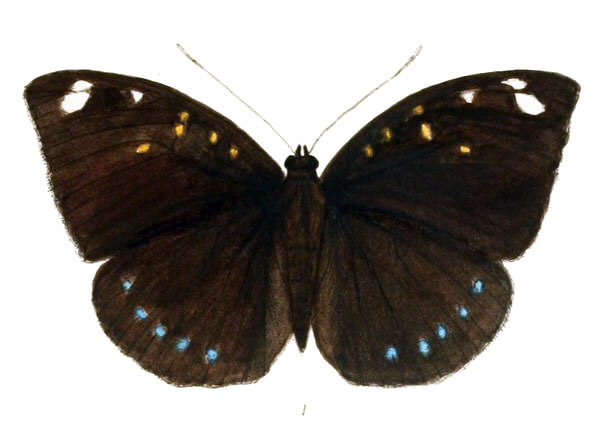
Lexias albopunctata ♂.
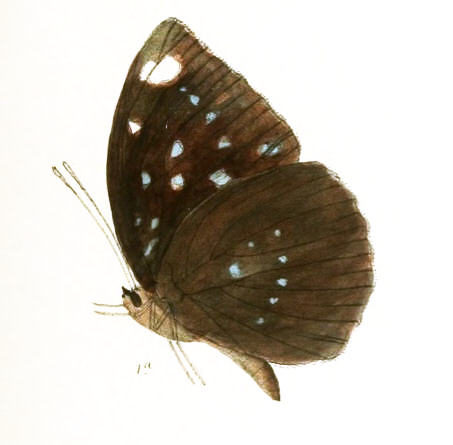
Lexias albopunctata.
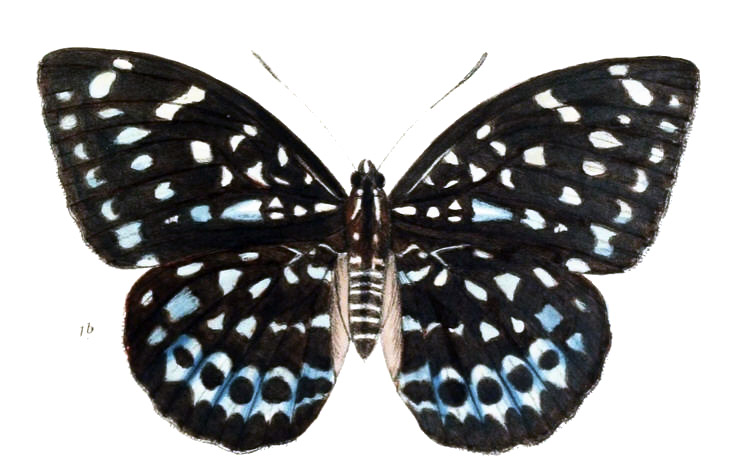
Lexias albopunctata ♀.
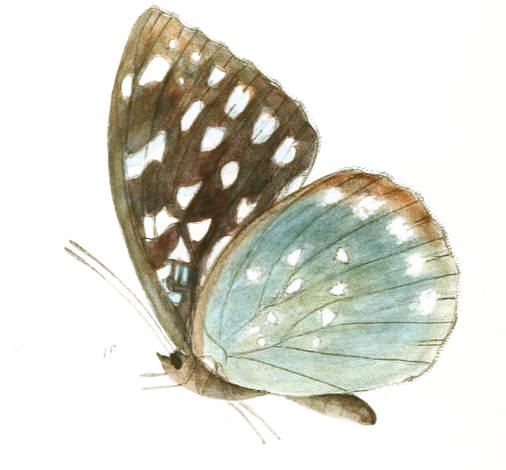
Lexias albopunctata.
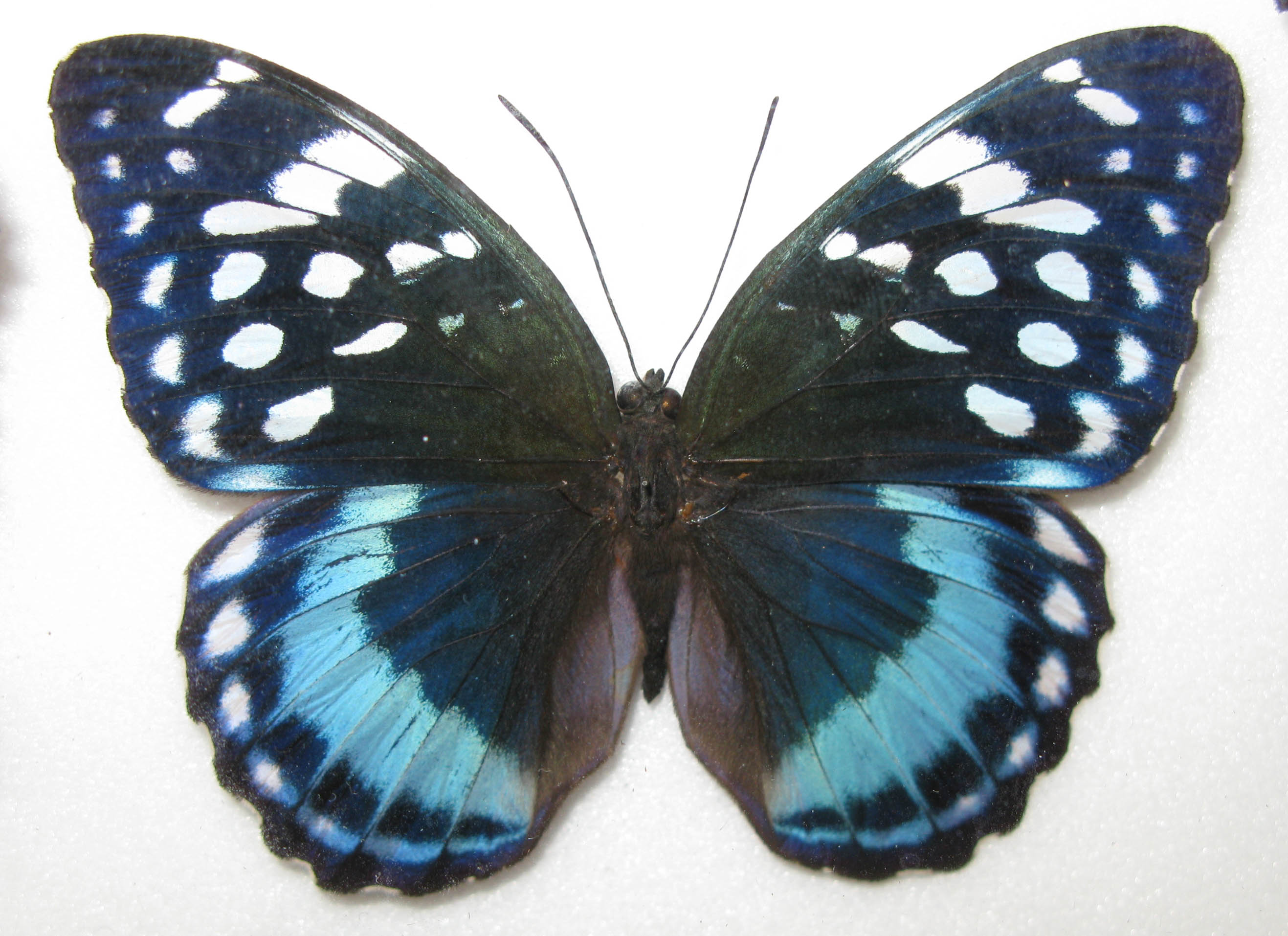
Lexias satrapes ♂.